# Europees kampioenschap waterpolo vrouwen 2020
Het 18e Europees kampioenschap waterpolo voor vrouwen vond plaats van 12 januari tot 25 januari 2020 in de Donau-arena (Hongaars: Duna Aréna) in Boedapest, Hongarije. Twaalf landenteams namen deel aan het toernooi. Spanje won het toernooi door in de finale Rusland te verslaan. De derde plaats ging naar Hongarije, dat Nederland in de strijd om de bronzen medaille versloeg. De winnaar kwalificeerde zich voor de Olympische Zomerspelen 2020. Omdat Spanje al was geplaatst voor dat toernooi, kwalificeerde nummer twee, Rusland, zich voor de Olympische Spelen. 

## Gekwalificeerde landenteams
Het toernooi telde twaalf deelnemende landenteams die zich als volgt hadden geplaatst:
- Het gastland
- De beste vijf teams van het Europees kampioenschap 2018
- Zes teams die zich hebben geplaatst via de Europese kwalificatietoernooien

| Competitie                           | Data                     | Locatie          | Aantal plaatsen | Gekwalificeerd                                      |
| ------------------------------------ | ------------------------ | ---------------- | --------------- | --------------------------------------------------- |
| Gastland                             | 9 juli 2016              | –                | 1               | Hongarije                                           |
| Europees kampioenschap 2018          | 14–27 juli 2018          | Barcelona        | 5               | Nederland Griekenland Spanje Rusland Italië         |
| Europese kwalificatietoernooien 2018 | 25 april–26 oktober 2019 | diverse plaatsen | 6               | Frankrijk Duitsland Servië Israël Kroatië Slowakije |

## Groepsfase
De twaalf teams zijn verdeeld over twee groepen van zes teams elk. De eerste vier teams van elke groep spelen tegen elkaar in de kwartfinales in cross-group-format, de resterende teams spelen voor de plaatsen negen t/m twaalf.  In de knock-outfase spelen de verliezende teams van elke ronde tegen elkaar om de overgebleven plaatsen achter de winnende teams.
Alle tijden zijn lokaal (UTC+1).

### Groep A
| Pos | Team        | Wed | W | G | V | Ptn | DV  | DT | +/− | Kwalificatie               |
| --- | ----------- | --- | - | - | - | --- | --- | -- | --- | -------------------------- |
| 1   | Hongarije   | 5   | 5 | 0 | 0 | 15  | 94  | 26 | +68 | Kwartfinales               |
| 2   | Rusland     | 5   | 4 | 0 | 1 | 12  | 112 | 21 | +91 | Kwartfinales               |
| 3   | Griekenland | 5   | 3 | 0 | 2 | 9   | 79  | 37 | +42 | Kwartfinales               |
| 4   | Slowakije   | 5   | 2 | 0 | 3 | 6   | 21  | 78 | −57 | Kwartfinales               |
| 5   | Kroatië     | 5   | 1 | 0 | 4 | 3   | 26  | 94 | −68 | Wedstrijd om de 9e plaats  |
| 6   | Servië      | 5   | 0 | 0 | 5 | 0   | 19  | 95 | −76 | Wedstrijd om de 11e plaats |

| 12 januari 11:30 | verslag | Slowakije                              | 2–31  | Rusland               | Donau-arena, Boedapest Scheidsrechters: Diana Dutilh-Dumas (NED), Sébastien Dervieux (FRA) |
| 12 januari 11:30 | verslag | Scores in periodes: 0–9, 0–5, 1–8, 1–9 |       |                       | Donau-arena, Boedapest Scheidsrechters: Diana Dutilh-Dumas (NED), Sébastien Dervieux (FRA) |
| 12 januari 11:30 | verslag | Kolářová 2                             | Goals | Bersneva, Gorbunova 6 | Donau-arena, Boedapest Scheidsrechters: Diana Dutilh-Dumas (NED), Sébastien Dervieux (FRA) |

| 12 januari 13:00 | verslag | Griekenland                            | 26–7  | Servië    | Donau-arena, Boedapest Scheidsrechters: Giuliana Nicolosi (ITA), Carlos Ortega (ESP) |
| 12 januari 13:00 | verslag | Scores in periodes: 9–1, 5–3, 5–2, 7–1 |       |           | Donau-arena, Boedapest Scheidsrechters: Giuliana Nicolosi (ITA), Carlos Ortega (ESP) |
| 12 januari 13:00 | verslag | Myriokefalitaki 6                      | Goals | Vuković 3 | Donau-arena, Boedapest Scheidsrechters: Giuliana Nicolosi (ITA), Carlos Ortega (ESP) |

| 12 januari 19:00 | verslag | Hongarije                              | 25–6  | Kroatië               | Donau-arena, Boedapest Scheidsrechters: Erkan Turkkan (TUR), Marcela Mauss (GER) |
| 12 januari 19:00 | verslag | Scores in periodes: 5–1, 7–2, 7–1, 6–2 |       |                       | Donau-arena, Boedapest Scheidsrechters: Erkan Turkkan (TUR), Marcela Mauss (GER) |
| 12 januari 19:00 | verslag | Keszthelyi 5                           | Goals | D. Butić, Miljković 2 | Donau-arena, Boedapest Scheidsrechters: Erkan Turkkan (TUR), Marcela Mauss (GER) |

| 13 januari 13:00 | verslag | Kroatië                                | 3–18  | Griekenland    | Donau-arena, Boedapest Scheidsrechters: Gernot Häntschel (GER), Luis Santos (POR) |
| 13 januari 13:00 | verslag | Scores in periodes: 0–6, 2–4, 0–5, 1–3 |       |                | Donau-arena, Boedapest Scheidsrechters: Gernot Häntschel (GER), Luis Santos (POR) |
| 13 januari 13:00 | verslag | drie spelers 1                         | Goals | drie spelers 3 | Donau-arena, Boedapest Scheidsrechters: Gernot Häntschel (GER), Luis Santos (POR) |

| 13 januari 14:30 | verslag | Rusland                                | 27–2  | Servië            | Donau-arena, Boedapest Scheidsrechters: Michiel Zwart (NED), Aurely Blanchard (FRA) |
| 13 januari 14:30 | verslag | Scores in periodes: 6–2, 8–0, 8–0, 5–0 |       |                   | Donau-arena, Boedapest Scheidsrechters: Michiel Zwart (NED), Aurely Blanchard (FRA) |
| 13 januari 14:30 | verslag | Fedotova 7                             | Goals | Mandić, Vuković 1 | Donau-arena, Boedapest Scheidsrechters: Michiel Zwart (NED), Aurely Blanchard (FRA) |

| 13 januari 19:00 | verslag | Slowakije                              | 2–20  | Hongarije    | Donau-arena, Boedapest Scheidsrechters: Radosław Koryzna (POL), Raffaele Colombo (ITA) |
| 13 januari 19:00 | verslag | Scores in periodes: 1–5, 0–5, 1–4, 0–6 |       |              | Donau-arena, Boedapest Scheidsrechters: Radosław Koryzna (POL), Raffaele Colombo (ITA) |
| 13 januari 19:00 | verslag | Kátlovská, Stankovianska 1             | Goals | Keszthelyi 6 | Donau-arena, Boedapest Scheidsrechters: Radosław Koryzna (POL), Raffaele Colombo (ITA) |

| 15 januari 14:30 | verslag | Griekenland                            | 18–2  | Slowakije                 | Donau-arena, Boedapest Scheidsrechters: Aurely Blanchard (FRA), Marcela Mauss (GER) |
| 15 januari 14:30 | verslag | Scores in periodes: 4–0, 4–2, 6–0, 4–0 |       |                           | Donau-arena, Boedapest Scheidsrechters: Aurely Blanchard (FRA), Marcela Mauss (GER) |
| 15 januari 14:30 | verslag | Plevritou 5                            | Goals | Kolarova, Stankovianska 1 | Donau-arena, Boedapest Scheidsrechters: Aurely Blanchard (FRA), Marcela Mauss (GER) |

| 15 januari 16:00 | verslag | Servië                                 | 8–9   | Kroatië            | Donau-arena, Boedapest Scheidsrechters: Diana Dutilh-Dumas (NED), Giuliana Nicolosi (ITA) |
| 15 januari 16:00 | verslag | Scores in periodes: 1–2, 3–2, 3–3, 1–2 |       |                    | Donau-arena, Boedapest Scheidsrechters: Diana Dutilh-Dumas (NED), Giuliana Nicolosi (ITA) |
| 15 januari 16:00 | verslag | Mandić, Milicević 2                    | Goals | Miljković, Butić 2 | Donau-arena, Boedapest Scheidsrechters: Diana Dutilh-Dumas (NED), Giuliana Nicolosi (ITA) |

| 15 januari 19:00 | verslag | Hongarije                              | 9–8   | Rusland     | Donau-arena, Boedapest Scheidsrechters: Sébastien Dervieux (FRA), Ursula Wengenroth (SUI) |
| 15 januari 19:00 | verslag | Scores in periodes: 4–3, 2–0, 2–3, 1–2 |       |             | Donau-arena, Boedapest Scheidsrechters: Sébastien Dervieux (FRA), Ursula Wengenroth (SUI) |
| 15 januari 19:00 | verslag | Keszthelyi 8                           | Goals | Gorbunova 3 | Donau-arena, Boedapest Scheidsrechters: Sébastien Dervieux (FRA), Ursula Wengenroth (SUI) |

| 17 januari 14:30 | verslag | Rusland                                 | 34–1  | Kroatië  | Donau-arena, Boedapest Scheidsrechters: Giuliana Nicolosi (ITA) Matan Schwartz (ISR) |
| 17 januari 14:30 | verslag | Scores in periodes: 9–0, 8–1, 7–0, 10–0 |       |          | Donau-arena, Boedapest Scheidsrechters: Giuliana Nicolosi (ITA) Matan Schwartz (ISR) |
| 17 januari 14:30 | verslag | Karimova 6                              | Goals | Lordan 1 | Donau-arena, Boedapest Scheidsrechters: Giuliana Nicolosi (ITA) Matan Schwartz (ISR) |

| 17 januari 17:30 | verslag | Slowakije                              | 6–2   | Servië | Donau-arena, Boedapest Scheidsrechters: Aurely Blanchard (FRA) Marcela Mauss (GER) |
| 17 januari 17:30 | verslag | Scores in periodes: 1–0, 2–1, 1–0, 2–1 |       |        | Donau-arena, Boedapest Scheidsrechters: Aurely Blanchard (FRA) Marcela Mauss (GER) |
| 17 januari 17:30 | verslag | Kovacikova 3                           | Goals | Ilic 2 | Donau-arena, Boedapest Scheidsrechters: Aurely Blanchard (FRA) Marcela Mauss (GER) |

| 17 januari 19:00 | verslag | Hongarije                              | 13–10 | Griekenland    | Donau-arena, Boedapest Scheidsrechters: Boris Margeta (SLO) Michiel Zwart (NED) |
| 17 januari 19:00 | verslag | Scores in periodes: 4–4, 4–2, 2–0, 3–4 |       |                | Donau-arena, Boedapest Scheidsrechters: Boris Margeta (SLO) Michiel Zwart (NED) |
| 17 januari 19:00 | verslag | Garda 4                                | Goals | drie spelers 2 | Donau-arena, Boedapest Scheidsrechters: Boris Margeta (SLO) Michiel Zwart (NED) |

| 19 januari 13:00 | verslag | Slowakije                              | 9–7   | Kroatië   | Donau-arena, Boedapest Scheidsrechters: Sébastien Dervieux (FRA)) Marcela Mauss (GER) |
| 19 januari 13:00 | verslag | Scores in periodes: 1–3, 3–1, 3–2, 2–1 |       |           | Donau-arena, Boedapest Scheidsrechters: Sébastien Dervieux (FRA)) Marcela Mauss (GER) |
| 19 januari 13:00 | verslag | Kátlovská, Stankovianska 2             | Goals | Carević 3 | Donau-arena, Boedapest Scheidsrechters: Sébastien Dervieux (FRA)) Marcela Mauss (GER) |

| 19 januari 17:30 | verslag | Griekenland                            | 7–12 | Rusland | Donau-arena, Boedapest Scheidsrechters: Boris Margeta (SLO)) Raffaele Colombo (ITA) |
| 19 januari 17:30 | verslag | Scores in periodes: 3–1, 3–4, 0–3, 1–4 |      |         | Donau-arena, Boedapest Scheidsrechters: Boris Margeta (SLO)) Raffaele Colombo (ITA) |

| 19 januari 19:00 | verslag | Servië                                 | 0–27  | Hongarije   | Donau-arena, Boedapest Scheidsrechters: Aurely Blanchard (FRA) Giuliana Nicolosi (ITA) |
| 19 januari 19:00 | verslag | Scores in periodes: 0–5, 0–5, 0–9, 0–8 |       |             | Donau-arena, Boedapest Scheidsrechters: Aurely Blanchard (FRA) Giuliana Nicolosi (ITA) |
| 19 januari 19:00 | verslag |                                        | Goals | Gurisatti 7 | Donau-arena, Boedapest Scheidsrechters: Aurely Blanchard (FRA) Giuliana Nicolosi (ITA) |

### Groep B
| Pos | Team      | Wed | W | G | V | Ptn | DV | DT | +/− | Kwalificatie               |
| --- | --------- | --- | - | - | - | --- | -- | -- | --- | -------------------------- |
| 1   | Nederland | 5   | 5 | 0 | 0 | 15  | 83 | 17 | +66 | Kwartfinales               |
| 2   | Spanje    | 5   | 4 | 0 | 1 | 12  | 74 | 32 | +42 | Kwartfinales               |
| 3   | Italië    | 5   | 3 | 0 | 2 | 9   | 62 | 37 | +25 | Kwartfinales               |
| 4   | Frankrijk | 5   | 2 | 0 | 3 | 6   | 40 | 62 | −22 | Kwartfinales               |
| 5   | Israël    | 5   | 1 | 0 | 4 | 3   | 22 | 70 | −48 | Wedstrijd om de 9e plaats  |
| 6   | Duitsland | 5   | 0 | 0 | 5 | 0   | 19 | 82 | −63 | Wedstrijd om de 11e plaats |

| 12 januari 14:30 | verslag | Frankrijk                              | 6–15  | Spanje  | Donau-arena, Boedapest Scheidsrechters: Ursula Wengenroth (SUI), Gabriella Várkonyi (HUN) |
| 12 januari 14:30 | verslag | Scores in periodes: 1–3, 0–3, 1–4, 4–5 |       |         | Donau-arena, Boedapest Scheidsrechters: Ursula Wengenroth (SUI), Gabriella Várkonyi (HUN) |
| 12 januari 14:30 | verslag | Daule 3                                | Goals | Espar 4 | Donau-arena, Boedapest Scheidsrechters: Ursula Wengenroth (SUI), Gabriella Várkonyi (HUN) |

| 12 januari 16:00 | verslag | Duitsland                              | 4–13  | Italië      | Donau-arena, Boedapest Scheidsrechters: Luis Santos (POR), Svetlana Dreval (RUS) |
| 12 januari 16:00 | verslag | Scores in periodes: 2–4, 2–5, 0–2, 0–2 |       |             | Donau-arena, Boedapest Scheidsrechters: Luis Santos (POR), Svetlana Dreval (RUS) |
| 12 januari 16:00 | verslag | Eggert 2                               | Goals | Garibotti 3 | Donau-arena, Boedapest Scheidsrechters: Luis Santos (POR), Svetlana Dreval (RUS) |

| 12 januari 17:30 | verslag | Nederland                              | 22–3  | Israël       | Donau-arena, Boedapest Scheidsrechters: Peter Balzan (MLT), Levan Berishvili (GEO) |
| 12 januari 17:30 | verslag | Scores in periodes: 4–0, 5–1, 7–1, 6–1 |       |              | Donau-arena, Boedapest Scheidsrechters: Peter Balzan (MLT), Levan Berishvili (GEO) |
| 12 januari 17:30 | verslag | Megens 5                               | Goals | Bogachenko 2 | Donau-arena, Boedapest Scheidsrechters: Peter Balzan (MLT), Levan Berishvili (GEO) |

| 13 januari 11:30 | verslag | Duitsland                              | 3–23  | Nederland                 | Donau-arena, Boedapest Scheidsrechters: Róbert Horváth (SVK), Veselin Mišković (MNE) |
| 13 januari 11:30 | verslag | Scores in periodes: 1-6, 0-5, 0-5, 2-7 |       |                           | Donau-arena, Boedapest Scheidsrechters: Róbert Horváth (SVK), Veselin Mišković (MNE) |
| 13 januari 11:30 | verslag | Pannasch 2                             | Goals | Sevenich, van de Kraats 4 | Donau-arena, Boedapest Scheidsrechters: Róbert Horváth (SVK), Veselin Mišković (MNE) |

| 13 januari 16:00 | verslag | Israël                                 | 6–10  | Frankrijk | Donau-arena, Boedapest Scheidsrechters: György Kun (HUN), Robert Tiozzo (CRO) |
| 13 januari 16:00 | verslag | Scores in periodes: 2–3, 0–4, 1–1, 3–2 |       |           | Donau-arena, Boedapest Scheidsrechters: György Kun (HUN), Robert Tiozzo (CRO) |
| 13 januari 16:00 | verslag | Bogachenko 3                           | Goals | Millot 4  | Donau-arena, Boedapest Scheidsrechters: György Kun (HUN), Robert Tiozzo (CRO) |

| 13 januari 17:30 | verslag | Italië                                 | 10–16 | Spanje    | Donau-arena, Boedapest Scheidsrechters: Georgios Stavridis (GRE), Ivan Raković (SRB) |
| 13 januari 17:30 | verslag | Scores in periodes: 2–5, 2–4, 3–3, 3–4 |       |           | Donau-arena, Boedapest Scheidsrechters: Georgios Stavridis (GRE), Ivan Raković (SRB) |
| 13 januari 17:30 | verslag | Bianconi, Garibotti 3                  | Goals | Tarragó 7 | Donau-arena, Boedapest Scheidsrechters: Georgios Stavridis (GRE), Ivan Raković (SRB) |

| 15 januari 11:30 | verslag | Frankrijk                              | 17–5  | Duitsland | Donau-arena, Boedapest Scheidsrechters: Peter Balzan (MLT), Erkan Turkkan (TUR) |
| 15 januari 11:30 | verslag | Scores in periodes: 7–1, 3–1, 3–1, 4–2 |       |           | Donau-arena, Boedapest Scheidsrechters: Peter Balzan (MLT), Erkan Turkkan (TUR) |
| 15 januari 11:30 | verslag | drie spelers 3                         | Goals | Deike 2   | Donau-arena, Boedapest Scheidsrechters: Peter Balzan (MLT), Erkan Turkkan (TUR) |

| 15 januari 13:00 | verslag | Spanje                                 | 18–2  | Israël       | Donau-arena, Boedapest Scheidsrechters: Gabriella Várkonyi (HUN), Svetlana Dreval (RUS) |
| 15 januari 13:00 | verslag | Scores in periodes: 3–0, 4–1, 7–1, 4–0 |       |              | Donau-arena, Boedapest Scheidsrechters: Gabriella Várkonyi (HUN), Svetlana Dreval (RUS) |
| 15 januari 13:00 | verslag | Ortiz 5                                | Goals | Bogachenko 2 | Donau-arena, Boedapest Scheidsrechters: Gabriella Várkonyi (HUN), Svetlana Dreval (RUS) |

| 15 januari 17:30 | verslag | Nederland                              | 10–4  | Italië     | Donau-arena, Boedapest Scheidsrechters: Radosław Koryzna (POL), Adrian Alexandrescu (ROU) |
| 15 januari 17:30 | verslag | Scores in periodes: 2–2, 4–2, 3–0, 1–0 |       |            | Donau-arena, Boedapest Scheidsrechters: Radosław Koryzna (POL), Adrian Alexandrescu (ROU) |
| 15 januari 17:30 | verslag | Megens 5                               | Goals | Bianconi 3 | Donau-arena, Boedapest Scheidsrechters: Radosław Koryzna (POL), Adrian Alexandrescu (ROU) |

| 17 januari 11:30 | verslag | Duitsland                              | 4–19  | Spanje   | Donau-arena, Boedapest Scheidsrechters: Sergey Naumov (RUS) György Kun (HUN) |
| 17 januari 11:30 | verslag | Scores in periodes: 2–4, 0–5, 1–5, 1–5 |       |          | Donau-arena, Boedapest Scheidsrechters: Sergey Naumov (RUS) György Kun (HUN) |
| 17 januari 11:30 | verslag | vier spelers 1                         | Goals | Crespí 4 | Donau-arena, Boedapest Scheidsrechters: Sergey Naumov (RUS) György Kun (HUN) |

| 17 januari 13:00 | verslag | Nederland                              | 18–1  | Frankrijk | Donau-arena, Boedapest Scheidsrechters: Svetlana Dreval (RUS) Veselin Mišković (MNE) |
| 17 januari 13:00 | verslag | Scores in periodes: 4–1, 6–0, 4–0, 4–0 |       |           | Donau-arena, Boedapest Scheidsrechters: Svetlana Dreval (RUS) Veselin Mišković (MNE) |
| 17 januari 13:00 | verslag | Keuning 4                              | Goals | Daule 1   | Donau-arena, Boedapest Scheidsrechters: Svetlana Dreval (RUS) Veselin Mišković (MNE) |

| 17 januari 16:00 | verslag | Italië                                 | 17–1  | Israël   | Donau-arena, Boedapest Scheidsrechters: Róbert Horváth (SVK) Ursula Wengenroth (SUI) |
| 17 januari 16:00 | verslag | Scores in periodes: 3–0, 5–0, 4–1, 5–0 |       |          | Donau-arena, Boedapest Scheidsrechters: Róbert Horváth (SVK) Ursula Wengenroth (SUI) |
| 17 januari 16:00 | verslag | Emmolo 4                               | Goals | Strugo 1 | Donau-arena, Boedapest Scheidsrechters: Róbert Horváth (SVK) Ursula Wengenroth (SUI) |

| 19 januari 11:30 | verslag | Frankrijk                              | 6–18  | Italië     | Donau-arena, Boedapest Scheidsrechters: Erkan Turkkan (TUR) Ursula Wengenroth (SUI) |
| 19 januari 11:30 | verslag | Scores in periodes: 2–3, 1–5, 2–6, 1–4 |       |            | Donau-arena, Boedapest Scheidsrechters: Erkan Turkkan (TUR) Ursula Wengenroth (SUI) |
| 19 januari 11:30 | verslag | zes spelers 1                          | Goals | Bianconi 5 | Donau-arena, Boedapest Scheidsrechters: Erkan Turkkan (TUR) Ursula Wengenroth (SUI) |

| 19 januari 14:30 | verslag | Duitsland                              | 3–10  | Israël   | Donau-arena, Boedapest Scheidsrechters: Peter Balzan (MLT) Gabriella Várkonyi (HUN) |
| 19 januari 14:30 | verslag | Scores in periodes: 1–3, 0–4, 0–3, 2–0 |       |          | Donau-arena, Boedapest Scheidsrechters: Peter Balzan (MLT) Gabriella Várkonyi (HUN) |
| 19 januari 14:30 | verslag | drie spelers 1                         | Goals | Strugo 4 | Donau-arena, Boedapest Scheidsrechters: Peter Balzan (MLT) Gabriella Várkonyi (HUN) |

| 19 januari 16:00 | verslag | Spanje                                 | 6–10  | Nederland | Donau-arena, Boedapest Scheidsrechters: Georgios Stavridis (GRE) Sergey Naumov (RUS) |
| 19 januari 16:00 | verslag | Scores in periodes: 0–2, 1–4, 2–2, 3–2 |       |           | Donau-arena, Boedapest Scheidsrechters: Georgios Stavridis (GRE) Sergey Naumov (RUS) |
| 19 januari 16:00 | verslag | García Godoy 2                         | Goals | Megens 3  | Donau-arena, Boedapest Scheidsrechters: Georgios Stavridis (GRE) Sergey Naumov (RUS) |

## Knock-outfase
|  | Kwartfinales | Kwartfinales |               |    | Halve finales | Halve finales |  |  | Finale | Finale |
|  |              |              |               |    |               |               |  |  |        |        |
|  | 21 januari   |              |               |    |               |               |  |  |        |        |
|  |              |              |               |    |               |               |  |  |        |        |
|  | Hongarije    | 16           |               |    |               |               |  |  |        |        |
|  | Hongarije    | 16           | 23 januari    |    |               |               |  |  |        |        |
|  | Frankrijk    | 3            |               |    |               |               |  |  |        |        |
|  | Frankrijk    | 3            | Hongarije     | 10 |               |               |  |  |        |        |
|  | 21 januari   |              | Hongarije     | 10 |               |               |  |  |        |        |
|  |              | Spanje       | 11            |    |               |               |  |  |        |        |
|  | Griekenland  | Spanje       | 11            | 9  |               |               |  |  |        |        |
|  | Griekenland  |              | 25 januari    | 9  |               |               |  |  |        |        |
|  | Spanje       | 12           |               |    |               |               |  |  |        |        |
|  | Spanje       | 12           | Spanje        | 13 |               |               |  |  |        |        |
|  | 21 januari   |              | Spanje        | 13 |               |               |  |  |        |        |
|  |              | Rusland      | 12            |    |               |               |  |  |        |        |
|  | Rusland      | Rusland      | 12            | 13 |               |               |  |  |        |        |
|  | Rusland      | 23 januari   |               | 13 |               |               |  |  |        |        |
|  | Italië       | 7            |               |    |               |               |  |  |        |        |
|  | Italië       | 7            | Rusland (PSO) | 11 |               |               |  |  |        |        |
|  | 21 januari   |              | Rusland (PSO) | 11 |               |               |  |  |        |        |
|  |              | Nederland    | 10            |    | Derde plaats  | Derde plaats  |  |  |        |        |
|  | Slowakije    | Nederland    | 10            | 2  | Derde plaats  | Derde plaats  |  |  |        |        |
|  | Slowakije    |              | 25 januari    | 2  |               |               |  |  |        |        |
|  | Nederland    | 22           |               |    |               |               |  |  |        |        |
|  | Nederland    | 22           | Hongarije     | 10 |               |               |  |  |        |        |
|  |              |              |               |    |               |               |  |  |        |        |
|  | Nederland    | 8            |               |    |               |               |  |  |        |        |
|  | Nederland    | 8            |               |    |               |               |  |  |        |        |

Schematisch overzicht wedstrijden om de 5e plaats
|  | Halve finales vijfde–achtste plaats | Halve finales vijfde–achtste plaats |                |    | Vijfde plaats | Vijfde plaats |
|  |                                     |                                     |                |    |               |               |
|  | 23 januari                          |                                     |                |    |               |               |
|  |                                     |                                     |                |    |               |               |
|  | Frankrijk                           | 3                                   |                |    |               |               |
|  | Frankrijk                           | 3                                   | 25 januari     |    |               |               |
|  | Griekenland                         | 13                                  |                |    |               |               |
|  | Griekenland                         | 13                                  | Griekenland    | 5  |               |               |
|  | 23 januari                          |                                     | Griekenland    | 5  |               |               |
|  |                                     | Italië                              | 7              |    |               |               |
|  | Italië                              | Italië                              | 7              | 16 |               |               |
|  | Italië                              |                                     |                | 16 |               |               |
|  | Slowakije                           | 4                                   |                |    |               |               |
|  | Slowakije                           | 4                                   | Zevende plaats |    |               |               |
|  |                                     |                                     |                |    |               |               |
|  | 25 januari                          |                                     |                |    |               |               |
|  |                                     |                                     |                |    |               |               |
|  | Frankrijk                           | 17                                  |                |    |               |               |
|  | Frankrijk                           | 17                                  |                |    |               |               |
|  | Slowakije                           | 8                                   |                |    |               |               |

### Kwartfinales
| 21 januari 14:30 | verslag | Slowakije                              | 2–22  | Nederland | Donau-arena, Boedapest Scheidsrechters: Gabriella Várkonyi (HUN) Ivan Raković (SRB) |
| 21 januari 14:30 | verslag | Scores in periodes: 0–6, 0–3, 1–7, 1–6 |       |           | Donau-arena, Boedapest Scheidsrechters: Gabriella Várkonyi (HUN) Ivan Raković (SRB) |
| 21 januari 14:30 | verslag | Junasová, Stankovianska 1              | Goals | Megens 5  | Donau-arena, Boedapest Scheidsrechters: Gabriella Várkonyi (HUN) Ivan Raković (SRB) |

| 21 januari 16:00 | verslag | Rusland                                | 13–7  | Italië         | Donau-arena, Boedapest Scheidsrechters: Adrian Alexandrescu (ROU) Radosław Koryzna (POL) |
| 21 januari 16:00 | verslag | Scores in periodes: 3–2, 3–3, 4–1, 3–1 |       |                | Donau-arena, Boedapest Scheidsrechters: Adrian Alexandrescu (ROU) Radosław Koryzna (POL) |
| 21 januari 16:00 | verslag | drie spelers 3                         | Goals | drie spelers 2 | Donau-arena, Boedapest Scheidsrechters: Adrian Alexandrescu (ROU) Radosław Koryzna (POL) |

| 21 januari 17:30 | verslag | Griekenland                            | 9–12  | Spanje  | Donau-arena, Boedapest Scheidsrechters: Boris Margeta (SLO) Matan Schwartz (ISR) |
| 21 januari 17:30 | verslag | Scores in periodes: 3–4, 2–2, 1–3, 3–3 |       |         | Donau-arena, Boedapest Scheidsrechters: Boris Margeta (SLO) Matan Schwartz (ISR) |
| 21 januari 17:30 | verslag | Plevritou 4                            | Goals | Ortiz 4 | Donau-arena, Boedapest Scheidsrechters: Boris Margeta (SLO) Matan Schwartz (ISR) |

| 21 januari 19:00 | verslag | Hongarije                              | 16–3  | Frankrijk | Donau-arena, Boedapest Scheidsrechters: Svetlana Dreval (RUS) Giuliana Nicolosi (ITA) |
| 21 januari 19:00 | verslag | Scores in periodes: 5–2, 3–1, 5–0, 3–0 |       |           | Donau-arena, Boedapest Scheidsrechters: Svetlana Dreval (RUS) Giuliana Nicolosi (ITA) |
| 21 januari 19:00 | verslag | Keszthelyi 4                           | Goals | Guillet 2 | Donau-arena, Boedapest Scheidsrechters: Svetlana Dreval (RUS) Giuliana Nicolosi (ITA) |

### Halve finales 5e–8e plaats
| 23 januari 14:30 | verslag | Frankrijk                              | 3–13  | Griekenland         | Donau-arena, Boedapest Scheidsrechters: Marcela Mauss (GER) Diana Dutilh-Dumas (NED) |
| 23 januari 14:30 | verslag | Scores in periodes: 1–2, 0–2, 1–6, 1–3 |       |                     | Donau-arena, Boedapest Scheidsrechters: Marcela Mauss (GER) Diana Dutilh-Dumas (NED) |
| 23 januari 14:30 | verslag | Vernoux 2                              | Goals | Plevritou, Xenaki 3 | Donau-arena, Boedapest Scheidsrechters: Marcela Mauss (GER) Diana Dutilh-Dumas (NED) |

| 23 januari 16:00 | verslag | Italië                                 | 16–4  | Slowakije      | Donau-arena, Boedapest Scheidsrechters: Gabriella Varkonyi (HUN) Ursula Wengenroth (SUI) |
| 23 januari 16:00 | verslag | Scores in periodes: 2–1, 5–1, 6–0, 3–2 |       |                | Donau-arena, Boedapest Scheidsrechters: Gabriella Varkonyi (HUN) Ursula Wengenroth (SUI) |
| 23 januari 16:00 | verslag | drie spelers 3                         | Goals | vier spelers 1 | Donau-arena, Boedapest Scheidsrechters: Gabriella Varkonyi (HUN) Ursula Wengenroth (SUI) |

### Halve finales
| 23 januari 17:30 | verslag | Rusland                                           | 11–10 | Nederland               | Donau-arena, Boedapest Scheidsrechters: Adrian Alexandrescu (ROU) Giuliana Nicolosi (ITA) |
| 23 januari 17:30 | verslag | Scores in periodes: 2–2, 2–2, 1–2, 2–1 . PSO: 4–3 |       |                         | Donau-arena, Boedapest Scheidsrechters: Adrian Alexandrescu (ROU) Giuliana Nicolosi (ITA) |
| 23 januari 17:30 | verslag | Gorbunova 4                                       | Goals | Megens, Van der Sloot 2 | Donau-arena, Boedapest Scheidsrechters: Adrian Alexandrescu (ROU) Giuliana Nicolosi (ITA) |

| 23 januari 19:00 | verslag | Hongarije                              | 10–11 | Spanje           | Donau-arena, Boedapest Scheidsrechters: Sebastien Dervieux (FRA) Georgios Stavridis (GRE) |
| 23 januari 19:00 | verslag | Scores in periodes: 3–3, 1–2, 3–2, 3–4 |       |                  | Donau-arena, Boedapest Scheidsrechters: Sebastien Dervieux (FRA) Georgios Stavridis (GRE) |
| 23 januari 19:00 | verslag | Keszthelyi, Leimeter 3                 | Goals | Espar, Tarragó 3 | Donau-arena, Boedapest Scheidsrechters: Sebastien Dervieux (FRA) Georgios Stavridis (GRE) |

### Wedstrijd om de 11e plaats
| 21 januari 11:30 | verslag | Servië                                            | 13–15 | Duitsland | Donau-arena, Boedapest Scheidsrechters: György Kun (HUN) Aurely Blanchard (FRA) |
| 21 januari 11:30 | verslag | Scores in periodes: 2–4, 2–1, 6–2, 1–4 . PSO: 2–4 |       |           | Donau-arena, Boedapest Scheidsrechters: György Kun (HUN) Aurely Blanchard (FRA) |
| 21 januari 11:30 | verslag | Milicevic 3                                       | Goals | Deike 3   | Donau-arena, Boedapest Scheidsrechters: György Kun (HUN) Aurely Blanchard (FRA) |

### Wedstrijd om de 9e plaats
| 21 januari 13:00 | verslag | Kroatië                                | 7–11  | Israël                 | Donau-arena, Boedapest Scheidsrechters: Diana Dutilh-Dumas (NED) Peter Balzan (MLT) |
| 21 januari 13:00 | verslag | Scores in periodes: 1-1, 2-6, 2-2, 2-2 |       |                        | Donau-arena, Boedapest Scheidsrechters: Diana Dutilh-Dumas (NED) Peter Balzan (MLT) |
| 21 januari 13:00 | verslag | Lordan 2                               | Goals | Bogachenko. Hochberg 3 | Donau-arena, Boedapest Scheidsrechters: Diana Dutilh-Dumas (NED) Peter Balzan (MLT) |

### Wedstrijd om de 7e plaats
| 25 januari 14:30 | verslag | Frankrijk                              | 17–8  | Slowakije  | Donau-arena, Boedapest Scheidsrechters: Diana Dutilh-Dumas (NED) Ivan Raković (SRB) |
| 25 januari 14:30 | verslag | Scores in periodes: 5–2, 4–2, 5–1, 3–3 |       |            | Donau-arena, Boedapest Scheidsrechters: Diana Dutilh-Dumas (NED) Ivan Raković (SRB) |
| 25 januari 14:30 | verslag | Bachelier 5                            | Goals | Junasová 2 | Donau-arena, Boedapest Scheidsrechters: Diana Dutilh-Dumas (NED) Ivan Raković (SRB) |

### Wedstrijd om de 5e plaats
| 25 januari 16:00 | verslag | Griekenland                            | 5–7   | Italië      | Donau-arena, Boedapest Scheidsrechters: Svetlana Dreval (RUS) Gernot Häntschel (GER) |
| 25 januari 16:00 | verslag | Scores in periodes: 3–3, 1–2, 0–1, 1–1 |       |             | Donau-arena, Boedapest Scheidsrechters: Svetlana Dreval (RUS) Gernot Häntschel (GER) |
| 25 januari 16:00 | verslag | vijf spelers 1                         | Goals | Garibotti 2 | Donau-arena, Boedapest Scheidsrechters: Svetlana Dreval (RUS) Gernot Häntschel (GER) |

### Wedstrijd om de 3e plaats
| 25 januari 17:30 | verslag | Hongarije                              | 10–8  | Nederland | Donau-arena, Boedapest Scheidsrechters: Giuliana Nicolosi (ITA) Radosław Koryzna (POL) |
| 25 januari 17:30 | verslag | Scores in periodes: 3–5, 2–2, 4–1, 1–0 |       |           | Donau-arena, Boedapest Scheidsrechters: Giuliana Nicolosi (ITA) Radosław Koryzna (POL) |
| 25 januari 17:30 | verslag | vier spelers 2                         | Goals | Megens 2  | Donau-arena, Boedapest Scheidsrechters: Giuliana Nicolosi (ITA) Radosław Koryzna (POL) |

### Finale
| 25 januari 19:00 | verslag | Spanje                                 | 13–12 | Rusland      | Donau-arena, Boedapest Scheidsrechters: Gabriella Várkonyi (HUN) Adrian Alexandrescu (ROU) |
| 25 januari 19:00 | verslag | Scores in periodes: 3–4, 5–4, 2–2, 3–2 |       |              | Donau-arena, Boedapest Scheidsrechters: Gabriella Várkonyi (HUN) Adrian Alexandrescu (ROU) |
| 25 januari 19:00 | verslag | García 4                               | Goals | Prokofyeva 4 | Donau-arena, Boedapest Scheidsrechters: Gabriella Várkonyi (HUN) Adrian Alexandrescu (ROU) |

## Eindklassering
| Goud   | Spanje      |
| Zilver | Rusland     |
| Brons  | Hongarije   |
| 4      | Nederland   |
| 5      | Italië      |
| 6      | Griekenland |
| 7      | Frankrijk   |
| 8      | Slowakije   |
| 9      | Israël      |
| 10     | Kroatië     |
| 11     | Duitsland   |
| 12     | Servië      |

| Europees kampioen 2020 · Spanje · 2e titel Selectie: Laura Ester, Marta Bach, Anni Espar, Beatriz Ortiz, Roser Tarragó, Irene González, Clara Espar, Pili Peña (C), Judith Forca, Paula Crespí, Maica García, Paula Leitón, Elena Sánchez. · Bondscoach: Miki Oca. |